# Junitamarisk
Junitamarisk (Tamarix parviflora) är en tamariskväxtart som beskrevs av Augustin Pyrame de Candolle. Enligt Catalogue of Life och Dyntaxa ingår junitamarisk i släktet tamarisker och familjen tamariskväxter. Arten förekommer tillfälligt i Sverige, men reproducerar sig inte. Utöver nominatformen finns också underarten T. p. sodomensis.